# André Rigaud
Benoit Joseph André Rigaud (Les Cayes, 17 januari 1761 – 18 september 1811) was een Haïtiaans militair leider ten tijde van de Haïtiaanse Revolutie.

## Biografie

### Revolutionair
Rigaud werd geboren in 1761 in het toenmalige Saint-Domingue, een kolonie onder Frans bewind, als zoon van een Franse vader (plantagehouder) en zwarte moeder. Hierdoor had hij als mulat de status van 'vrije kleurling'. Rigaud volgde een opleiding (waarschijnlijk tot goudsmid) in Bordeaux en nam vervolgens dienst in het Franse leger, waar hij meevocht in de Amerikaanse Onafhankelijkheidsoorlog (1775-1783).
Vanaf 1790 sloot Rigaud zich aan bij de Haïtiaanse Revolutie, specifiek bij de groep van vrije kleurlingen in het zuiden van Saint-Domingue. De Franse autoriteit gaf na enkele jaren toe, en stelde Rigaud aan tot commandant van het Légion de L'Egalité du Sud en in 1794 tot gouverneur in het zuiden. Als zodanig wist Rigaud in 1794 een Britse invasie te stoppen.
Rond 1796 ontstonden spanningen tussen Rigaud en Toussaint Louverture, de leider in de rest van de kolonie, die meer macht wilde uitoefenen in het zuiden. Dit leidde in 1799 tot de bloedige Guerre des Couteaux (Messenoorlog), die door Louverture gewonnen werd. Rigaud vluchtte naar de Franse kolonie Guadeloupe.

### Expeditie van Leclerc
In 1802 sloot Rigaud zich met enkele aanhangers aan bij de expeditie van Charles Leclerc om Louverture af te zetten. Leclerc onderschepte echter een brief van Rigaud waaruit bleek dat hij plannen had zijn positie in het zuiden te herstellen; hij moest hierop terugkeren naar Frankrijk.

### Laatste terugkeer
Toch keerde hij in 1810 voor een laatste maal terug naar Haïti. Zijn vroegere luitenant Alexandre Pétion was nu gouverneur in het zuiden. Na een korte tijd van samenwerking hervatte Rigaud zijn ambitie om zelf de leiding te krijgen over een eigen staat, met Cayes als hoofdstad. Dit kreeg geen vervolg omdat Rigaud op 18 september 1811 overleed.